# Хронон
Хроно́н — гипотетический квант времени, неделимая единица времени, используемая в теории, которая принимает его разрыв.
В теории хронона время называется полем хронона. Скалярное поле называют полем хронона.
В стандартной квантовой механике время — непрерывная величина. Но уже в первые годы её формулировки было сделано предположение, что время может подобно энергии состоять из минимальных неделимых интервалов. В этом смысле в 1927 году Роберт Леви предлагает понятие и термин «хронон». Первые разработки появляются два десятилетия спустя.
Конкретная модель хронона была предложена Пьеро Калдиролой в 1980 году. В его работе один хронон соответствует около 7 × 10−24 секунды.
Хронон модели Калдиролы вычисляется по формуле
{\displaystyle \theta _{0}={\frac {1}{6\pi \varepsilon _{0}}}{\frac {e^{2}}{m_{0}c^{3}}}\approx } 6,97 × 10−24 с,
где
{\displaystyle \varepsilon _{0}} — диэлектрическая постоянная,
е — элементарный электрический заряд,
{\displaystyle m_{0}} — масса электрона,
с — скорость света в вакууме.
Калдирола и другие физики считают, что модель времени может быть полезной, например, в квантовой гравитации (то есть общей теории относительности в сочетании с правилами квантования).
По мнению Джеральда Уитроу, логически последовательное развитие представлений о хрононе приводит к парадоксам типа зеноновской апории «Стадий».
Некоторые теории синергетики оперируют т. н. «мгновением», хрононом — мельчайшим, элементарным и недробимым «квантом времени» (соответствующим понятию «планковское время» и составляющий примерно 5,39⋅10−44 с).
Хронон присутствует в псевдонаучной работе Альберта Вейника.